# Società di mutuo soccorso degli operai di Suzzara
Società di mutuo soccorso tra gli operai di Suzzara è un'associazione nata a Suzzara nel 1868 come nel resto dell'Italia per aiutare i lavoratori delle fabbriche a darsi un primo apparato strutturato di difesa e assicurazione sul lavoro.
La società operaia di mutuo soccorso nacque a Suzzara il 14 giugno del 1868 per volontà di operai, intellettuali, artigiani e lavoratori in generale, mossa da un forte spirito di lotta e da quell'educazione politica che condusse Suzzara a diventare una cittadina industriale avanzata. I fondatori della società furono 113 e riuscirono ad attrarre attorno a sé numerosi cittadini che non avevano mai partecipato a lotte. Giuseppe Garibaldi venne designato come presidente onorario. Il motto della società era “lavoro e previdenza”.
Nel 1922 i soci divennero ben 330. La società mantenne anche molti rapporti con Garibaldi. Verso il 1900 acquistò un edificio in piazza Guerrieri Gonzaga (oggi Piazza Luppi) per stabilire la propria sede, che gli anni successivi venne ampliata. Con l'avvento del fascismo la società iniziò a subire una forte crisi, dovuta anche all'entrata prepotente dei fascisti negli organi dirigenti dell'assemblea della società a partire dal 1922. Un decreto prefettizio del 1932 decretò la fine della società e il passaggio patrimoniale al PNF, che ne fece la sede del fascio di Suzzara. 
Dopo la liberazione ci furono vari tentativi di ricostituzione della società e di reintegro del patrimonio, cosa che non si riuscì ad ottenere. La società si riformò, ma subì negli anni sessanta un calo di iscritti, anche per la nascita di altre Società di Assicurazione private statali e società di mutuo soccorso aziendali e fu così costretta a chiudere nel 1965.

## Finalità
Le finalità della società erano assicurare un sussidio ai soci in caso di malattia e di vecchiaia, corrispondere una somma unica ai figli dei soci defunti, corrispondere una somma ai soci divenuti inabili al lavoro prima che raggiungano la pensione e destinare un ventesimo del patrimonio sociale per la concessione ai soci di prestiti sull'onore. Infine la costruzione di case popolari e di Istituti per la cooperazione e il risparmio.